# Surtalogi

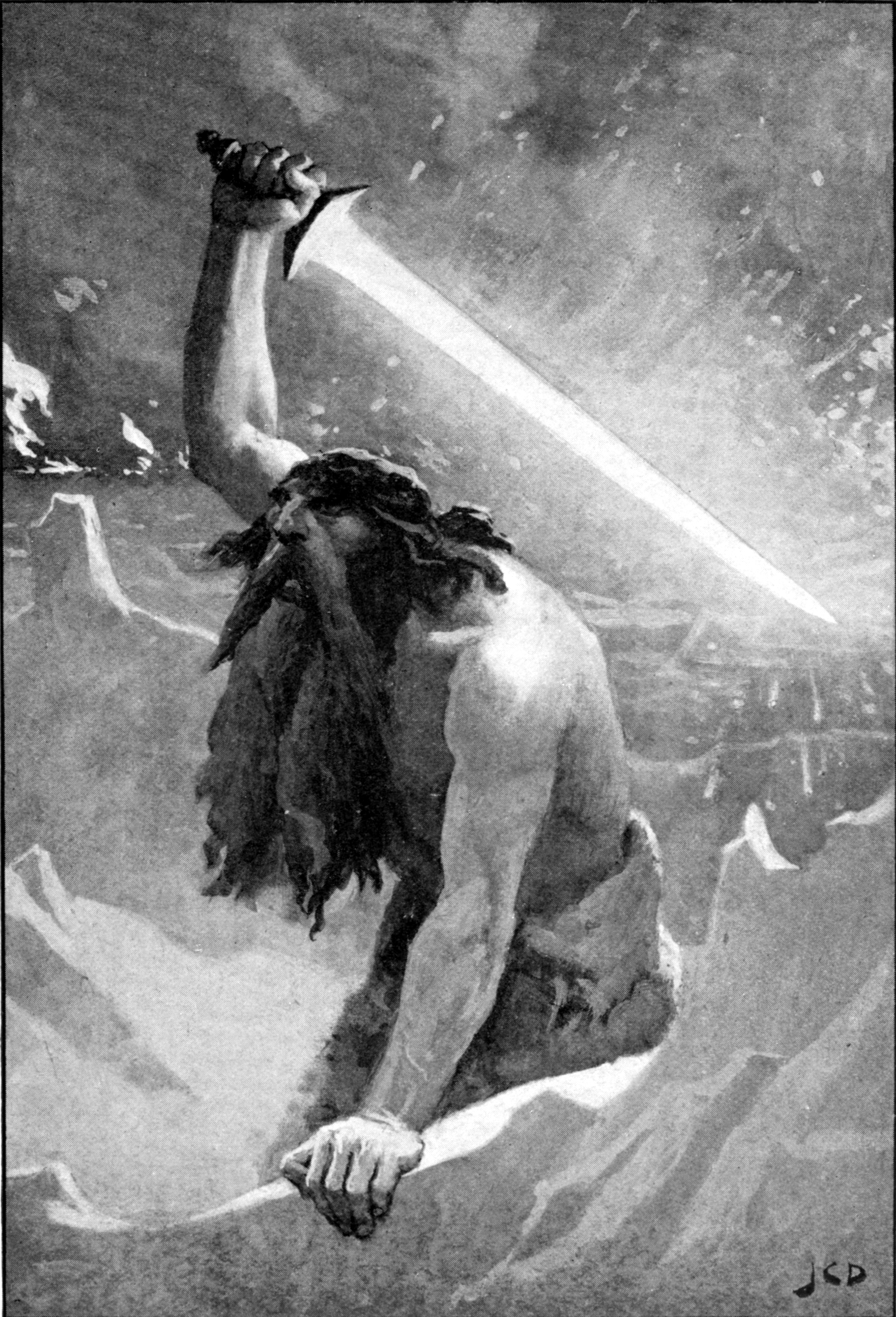
Surtr met Surtalogi

Surtalogi is in de Noordse mythologie het vlammende zwaard toebehorend aan de reus Surtr, waarmee deze de toegang tot de vuurwereld Muspelheim bewaakt.

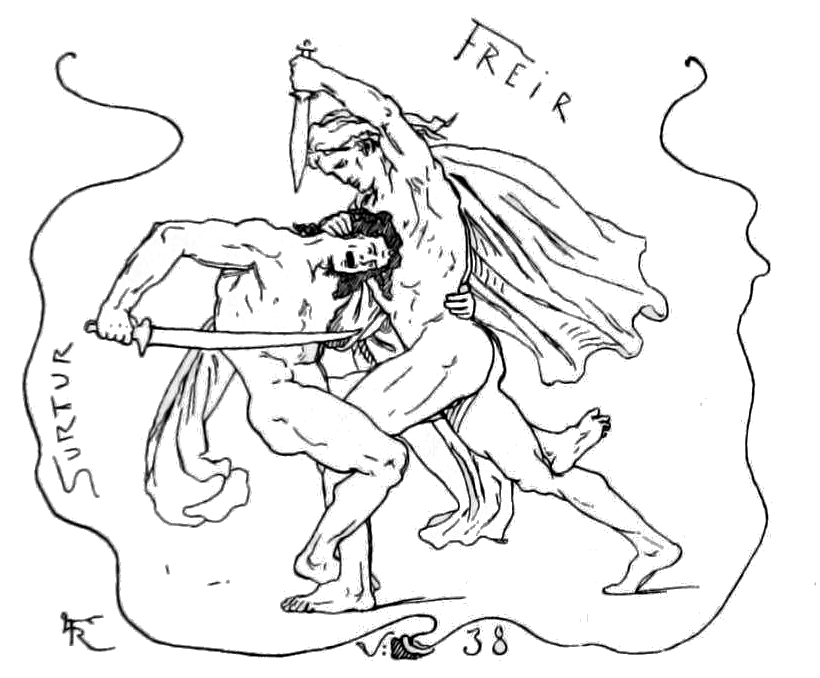
Freyr en Surtr, 1895

In de Edda staat:
"Hij had een erg goed zwaard, dat helderder schijnt dan de zon. Als ze over Bifrost rijden versplintert het, zoals eerder was gezegd."
Ooit deed de vuurreus Surtr vonken in het eeuwige ijs van de Ginnungagap spatten bij een oefening met Surtalogi. 
Hij gebruikt het uiteindelijk om er aan de eindstrijd in de Ragnarok de werelden weer mee in het vuur te laten versmelten waaruit ze zijn ontstaan. Surtr slaat Bifröst stuk en vecht met Freyr. Freyr moet het onderspit delven omdat hij zijn zelfstrijdend zwaard eerder heeft weggegeven aan Skírnir.